# Ruprecht I van Legnica
Ruprecht I van Liegnitz (circa 1347 - 12 januari 1409) was van 1364 tot 1409 mede-hertog van Liegnitz (Legnica). Hij behoorde tot de Silezische tak van het huis Piasten.

## Levensloop
Ruprecht I was de oudste zoon van hertog Wenceslaus I van Liegnitz en diens echtgenote Anna, dochter van hertog Casimir I van Teschen.
Na de dood van zijn vader in 1364 werd hij samen met zijn jongere broers Wenceslaus II, Bolesław IV en Hendrik VIII hertog van Liegnitz. Zolang de vier broers minderjarig waren, werden ze onder het regentschap geplaatst van hun oom, hertog Lodewijk I van Brieg (Brzeg). Nadat Ruprecht volwassen werd verklaard, nam hij de regering van Liegnitz over en werd hij de regent van zijn jongere broers. Omdat zijn drie broers een kerkelijke loopbaan volgden en daardoor titulair hertog van Liegnitz bleven, bleef Liegnitz ongedeeld in Ruprechts bezit. 
Op Kerstmis 1380 gaf Ruprecht aan zijn jongste broer Hendrik VIII, die diocesaan administrator van Breslau (Wrocław) was, een vat bier uit Schweidnitz (Świdnica). Omdat bier niet toegelaten was in Breslau, werd het vat in beslag genomen. Dit leidde tot de zogenaamde Bieroorlog van Breslau, die tot in 1382 duurde. Hierdoor verloor Hendrik in 1381 zijn functie van diocesaan administrator, waarna zijn broer Wenceslaus II hem opvolgde in deze functie.
Na het overlijden van Agnes van Habsburg, de weduwe van hertog Bolko II van Schweidnitz, verwierf Ruprecht in 1392 het district Nimptsch (Niemcza). Na het overlijden van zijn schoonbroer hertog Hendrik VIII de Huismus van Glogau (Głogów)-Sagan (Żagań) was Ruprecht bovendien van 1397 tot 1403 regent van diens minderjarige zonen Jan I, Hendrik IX de Oude, Hendrik X Rumpold en Wenceslaus. 
Ruprecht was een vorst met veel aanzien die meermaals optrad als bemiddelaar. Nadat Rooms-Duits koning Wenceslaus voor de tweede maal werd gevangengenomen, richtte samen met hertog Bernard van Falkenberg op 17 juli 1402 de Silezische Bond op, waarvan alle Silezische vorsten en de stad en het bisdom Breslau deel uitmaakten. In 1403 boden Ruprecht, hertog Bolko III van Münsterberg (Ziębice) en diens zoon Nicolaas zich aan als gijzelaar in de plaats van Wenceslaus, die nog steeds in gevangenschap verbleef.
In 1409 stierf Ruprecht zonder mannelijke nakomelingen na te laten. Omdat zijn broers Bolesław IV en Hendrik VIII reeds gestorven waren, kwam de regering van Liegnitz in handen van zijn nog enige levende broer Wenceslaus II, die bisschop van Breslau was. Na het overlijden van Wenceslaus II in 1417 werd het hertogdom Liegnitz geërfd door hertog Lodewijk II van Brieg (Brzeg). 
Ruprecht werd bijgezet in de kapittelkerk van Liegnitz.

## Huwelijk en nakomelingen
Op 10 februari 1372 huwde Ruprecht met Hedwig (1350-1390), dochter van hertog Hendrik V de IJzeren van Glogau-Sagan en weduwe van koning Casimir III van Polen. Ze kregen twee dochters:
- Barbara (1384-1436), huwde in 1396 met keurvorst Rudolf III van Saksen
- Agnes (1385-na 1411), zuster in het clarissenklooster van Breslau